# 하마나정
하마나정(浜名町)은 시즈오카현 하마나군에 존재했던 정이다. 현재의 하마마쓰시 하마나구에 해당한다.

## 역사
- 1889년 4월 1일 - 정촌제 시행에 의해 하마나군 오노구치촌이 성립하였다.
- 1940년 4월 8일 - 무라카미 상공에서 훈련 중이던 하마마쓰 항공대 항공기가 실수로 폭탄을 투하하여, 주민 11명이 사망하였다.
- 1951년 11월 3일 - 오노구치촌이 정으로 승격해 하마나정으로 개칭되었다.
- 1956년 4월 1일 - 기타하마촌, 아카사촌, 나카제촌, 이나사군 아라타마촌과 합병해, 하마나군 하마키타정이 성립하였다.

## 교통

### 철도
- 엔슈 철도 철도선 - 엔슈코마쓰역

## 참고문헌
- 角川地名大辞典22静岡県
- 『市町村名変遷辞典』東京堂出版、1990年。